# Плесецкий промышленный район
Плесецкий промышленный район — административно-территориальная единица в составе Архангельской области, существовавшая в 1963—1965 годах. Центр — Плесецк.
В связи с введением деления СССР на сельские и промышленные районы, в составе Архангельской области в 1963 году был образован Плесецкий промышленный район с центром в рабочем посёлке Плесецк. Упразднённый Плесецкий район был разделён на два района: Плесецкий сельский район и Плесецкий промышленный район. 
В состав Плесецкого промышленного района вошли рабочие посёлки Емца, Обозерский, Оксовский, Плесецк, Пуксоозеро, Савинск, Самодед (от упразднённого Плесецкого района) и Кодино, Малошуйка, Мудьюга (от упразднённого Онежского района).
Решением Архангельского облисполкома от 14.08.1964 из Плесецкого сельского района в состав Плесецкого промышленного района был передан Холмогорский сельский Совет. 
Указом Президиума ВС РСФСР от 12 января 1965 года и решением Архангельского облисполкома от 18 января 1965 года Плесецкий промышленный район был упразднён. Рабочие посёлки Емца, Обозерский, Оксовский, Плесецк, Пуксоозеро, Савинский, Самодед и Холмогорский сельсовет вошли в состав Плесецкого района, образованного из Плесецкого сельского района, а посёлки Кодино, Малошуйка и Мудьюга вошли в состав вновь образованного Онежского района.